# Văn Phú (xã)
Văn Phú là một xã thuộc tỉnh Thanh Hóa, Việt Nam.
Được thành lập ngày 16 tháng 6 năm 2025 theo Nghị quyết số 1686/NQ-UBTVQH15 của Ủy ban Thường vụ Quốc hội trên cơ sở toàn bộ diện tích tự nhiên và quy mô dân số của các xã Tam Văn, Lâm Phú thuộc huyện Lang Chánh, xã Văn Phú chính thức hoạt động từ ngày 1 tháng 7 cùng năm.
Xã Văn Phú có diện tích tự nhiên 106,55 km², quy mô dân số năm 2024 là 8.516 người, mật độ dân số đạt 80 người/km².